# Grå tigerspinnare
Grå tigerspinnare (Diaphora mendica) är en fjärilsart som först beskrevs av Carl Alexander Clerck 1759. Grå tigerspinnare ingår i släktet Diaphora, och familjen björnspinnare. Arten är reproducerande i Sverige.

## Bildgalleri

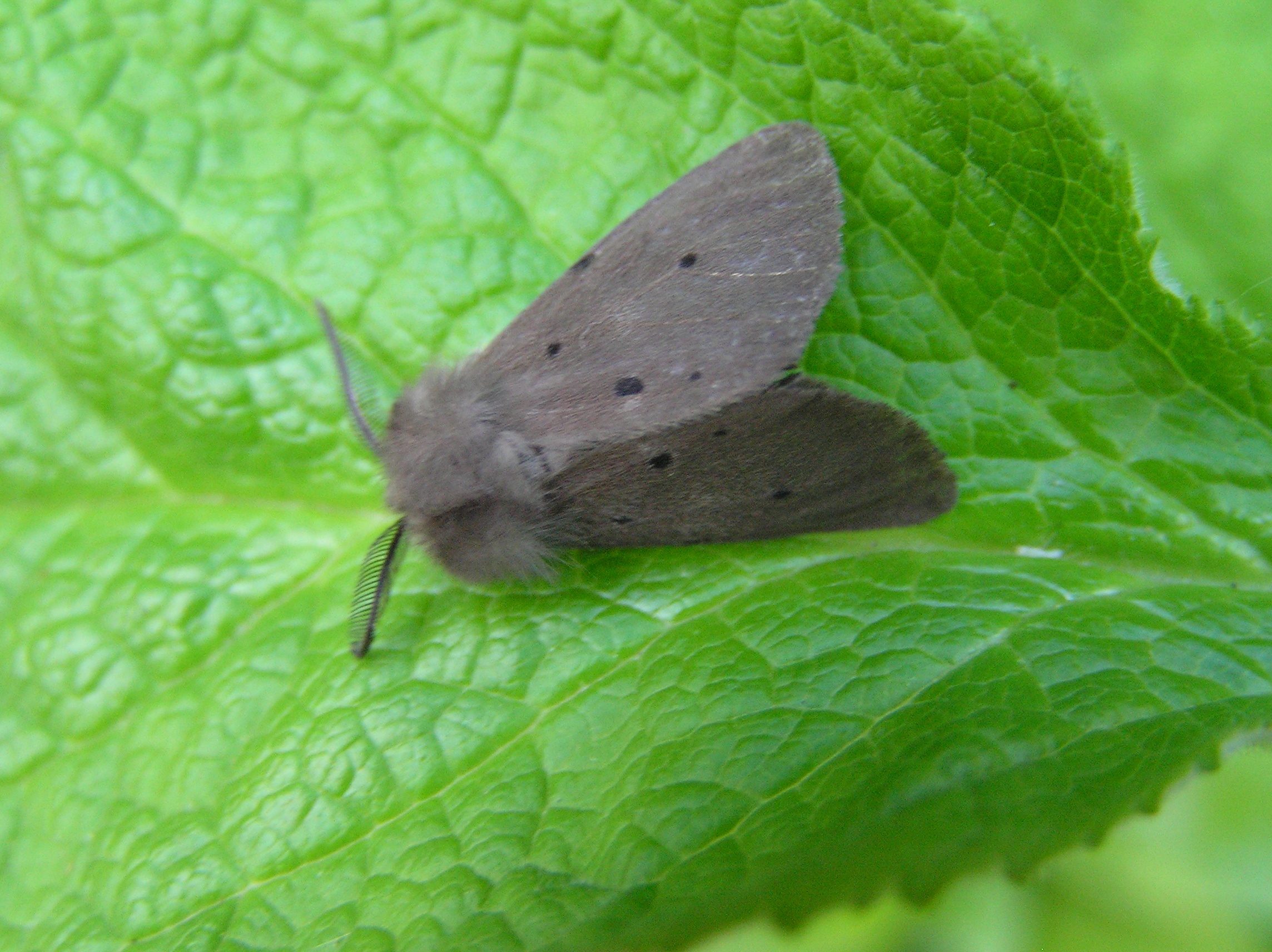
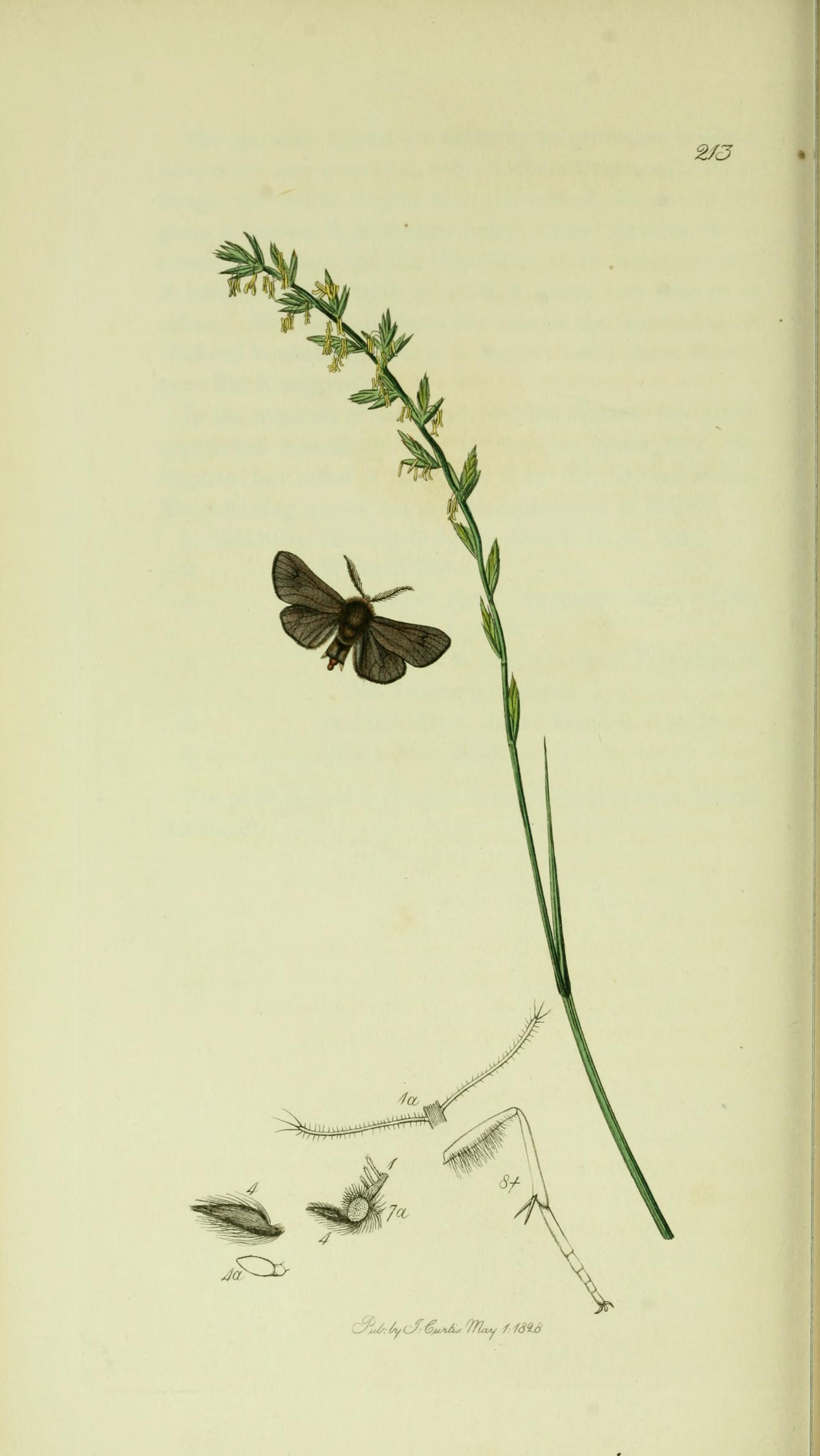
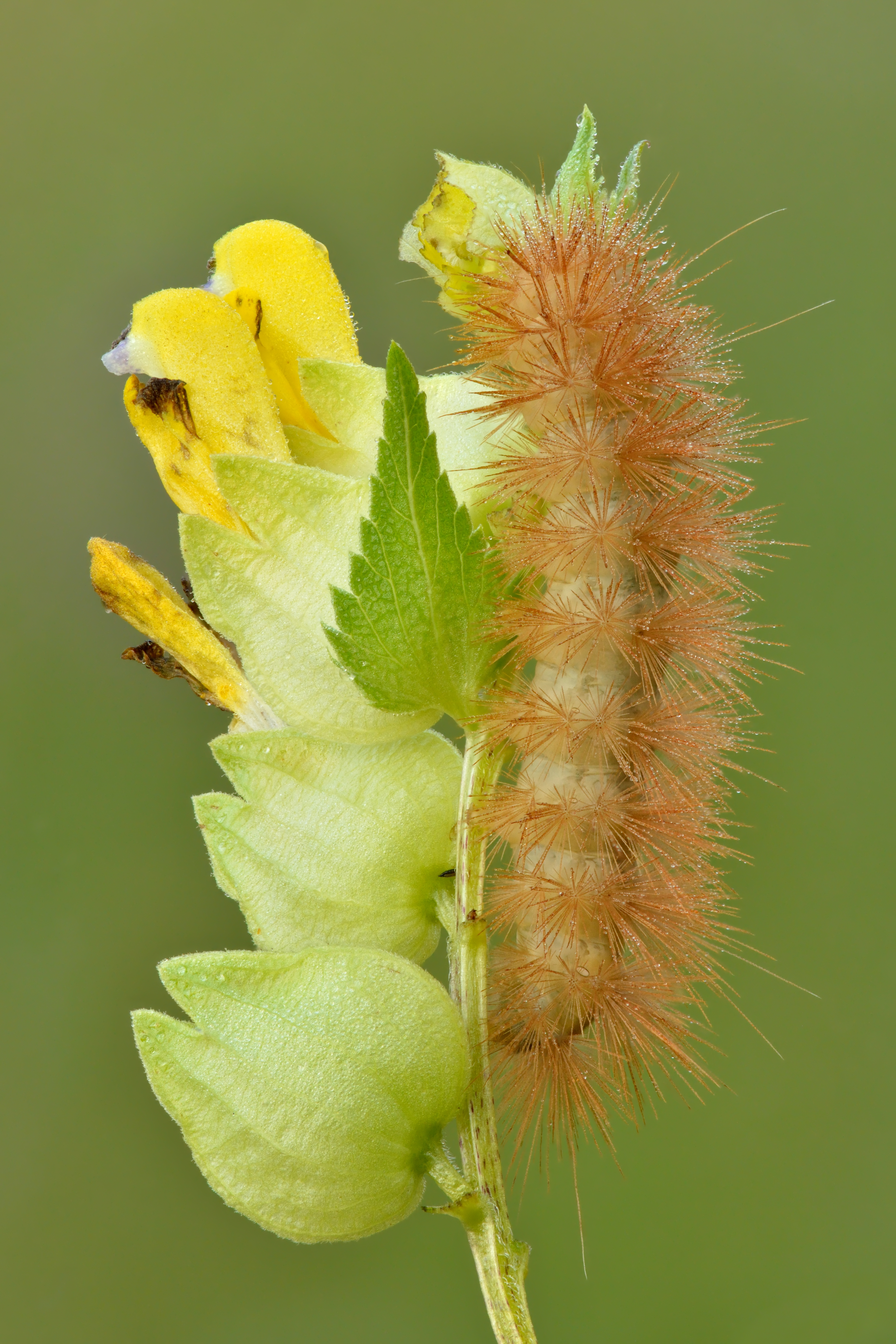